# Cantón de Senlis
El cantón de Senlis es una división administrativa francesa, situada en el departamento de Oise y la región de Picardía.
Desde 1997, su consejero general es Christian Patria, de la UMP.

## Geografía
Este cantón se organiza alrededor de Senlis, en el distrito de Senlis. Su altitud varía de 37 m (Vineuil-Saint-Firmin) a 215 m (Villers-Saint-Frambourg), teniendo una altitud media de 79 m.

## Composición
El cantón de Senlis agrupa 17 comunas y cuenta con 32 309 habitantes (según el censo de 1999).
| Comunas                 | hab.   | código postal | código INSEE |
| ----------------------- | ------ | ------------- | ------------ |
| Aumont-en-Halatte       | 482    | 60300         | 60028        |
| Avilly-Saint-Léonard    | 962    | 60300         | 60033        |
| Barbery                 | 518    | 60810         | 60045        |
| Chamant                 | 957    | 60300         | 60138        |
| La Chapelle-en-Serval   | 2 462  | 60520         | 60142        |
| Courteuil               | 631    | 60300         | 60170        |
| Montépilloy             | 159    | 60810         | 60415        |
| Mont-l'Évêque           | 480    | 60300         | 60421        |
| Mortefontaine           | 701    | 60128         | 60432        |
| Ognon                   | 133    | 60810         | 60475        |
| Orry-la-Ville           | 3 307  | 60560         | 60482        |
| Plailly                 | 1 580  | 60128         | 60494        |
| Pontarmé                | 585    | 60520         | 60505        |
| Senlis                  | 16 327 | 60300         | 60612        |
| Thiers-sur-Thève        | 979    | 60520         | 60631        |
| Villers-Saint-Frambourg | 582    | 60810         | 60682        |
| Vineuil-Saint-Firmin    | 1 464  | 60500         | 60695        |

## Demografía
| 19,284 | 21,734 | 25,292 | 27,647 | 30,013 | 32,309 |
| Para los censos de 1962 a 1999 la población legal corresponde a la población sin duplicidades (Fuente: INSEE [Consultar]) |        |        |        |        |        |